# Ivan Soussanine
 (décembre 2010).
Si vous disposez d'ouvrages ou d'articles de référence ou si vous connaissez des sites web de qualité traitant du thème abordé ici, merci de compléter l'article en donnant les références utiles à sa vérifiabilité et en les liant à la section « Notes et références ».
Ivan Ossipovitch Soussanine (en russe : Иван Осипович Сусанин) était un héros national russe.
Selon la légende, il a été enrôlé dans un détachement polonais durant l'hiver 1612-1613 en qualité de guide dans son village de Domnino, près duquel se cachait le tsar Michel Fiodorovitch (Михаил Фёдорович).
Il aurait fourvoyé les Polonais dans une forêt marécageuse et été mis à mort pour son refus d'indiquer le bon chemin.

## Le contexte historique
Entre 1598 et 1613, la Russie connaît une grave période d'instabilité politique, « le Temps des troubles », qui ne prend fin qu'après l'accession au trône de Michel III Romanov, fondateur d'une dynastie qui règne sur la Russie jusqu'en 1917.
En 1613, des troupes catholiques polono-lituaniennes sillonnent la Russie orthodoxe : à l'époque, les identités collectives étaient plus religieuses qu'ethniques. En dépit de l'élection de Michel Romanov, le roi de Pologne Sigismond III Vasa revendique la couronne russe pour le compte de son fils Ladislas IV Vasa.

## Les faits
En 1619, le boyard Bogdan Sobinine, du village de Domnino près de Kostroma, reçut du tsar Michel la moitié du village de Derevitchi. Selon la charte du tsar conservée jusqu'à nos jours, ces terres lui étaient attribuées en récompense des exploits de son beau-père, Ivan Soussanine.
Des chartes successives (de 1641, 1691 et 1837) reprennent fidèlement les mots de la charte de 1619. Ivan Soussanine avait été « interrogé et torturé par les Polonais et les Lituaniens, afin de connaître l'endroit où se trouvait le grand tsar. Mais bien qu'il le sût, il ne dit rien, préférant mourir sous la torture ».
Au début du XIXe siècle, ces chartes attirèrent l'attention des premiers historiographes russes qui firent d'Ivan Soussanine un héros national et un symbole de la dévotion du peuple pour le tsar et l'église de Russie, développant ainsi la légende.

## La légende

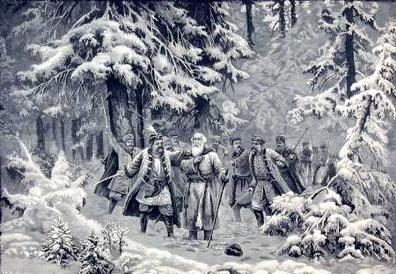
Une œuvre du XIXe siècle représentant les derniers instants d'Ivan Soussanine.

Les Polonais avaient déployé des troupes pour trouver et tuer le jeune tsar. Informés de la présence du tsar dans les environs de Kostroma, ils y envoyèrent un détachement.
Les Polonais connaissaient mal la région ; ils demandaient donc leur chemin aux habitants de rencontre. Dans un bois près du village, ils interrogèrent Ivan Soussanine qui s'engagea à les conduire par un raccourci à travers la forêt vers le monastère Ipatiev, où Michel Romanov devait se trouver. Les Polonais suivirent Ivan Soussanine, et on n'entendit plus jamais parler d'eux. On dit que Soussanine les perdit au plus profond de la forêt, où ils moururent de froid pendant la nuit.
Cependant, Soussanine avait secrètement envoyé son petit-fils sur un chemin différent. Celui-ci avertit Michel Romanov, que les moines dissimulèrent pour sa protection. Michel régnera sur la Russie pendant 32 ans, fondant ainsi la dynastie des Romanov.

## L’héritage

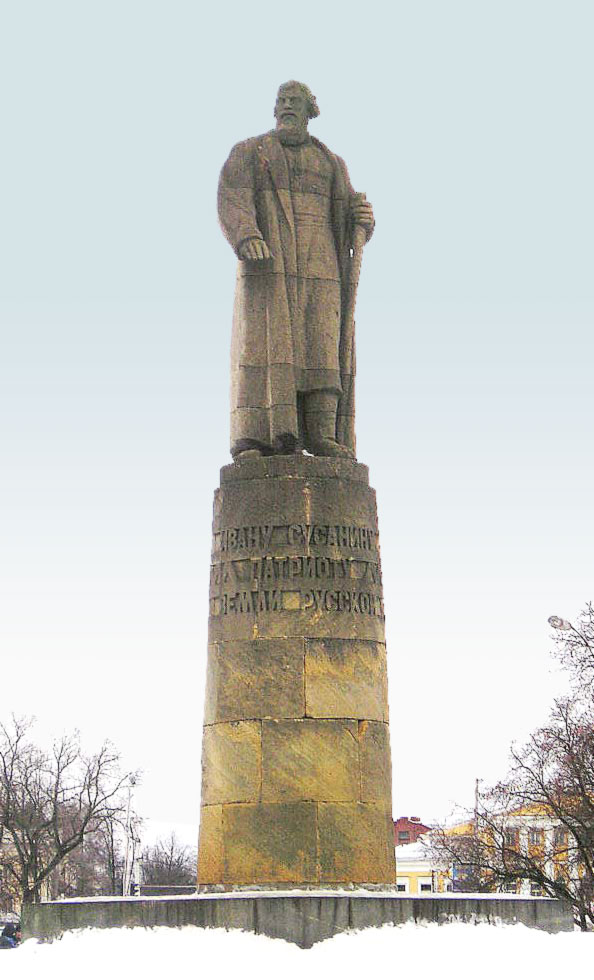
Le monument de Soussanine à Kostroma.

La légende d’Ivan Soussanine est devenue au fil des siècles une figure exemplaire de l'hagiographie tsariste. Kondrati Ryleïev glorifia cet exploit dans un poème. Catterino Cavos, compositeur italien fixé en Russie, a composé l'opéra Ivan Soussanine (Иван Сусанин) sur un livret du prince Alexandre Chakhovskoï (en), opéra créé le 30 octobre 1815 (O.S. 19 octobre) à Saint-Pétersbourg. Glinka composa en 1836 le premier opéra d'un auteur russe sur le même sujet, Une vie pour le tsar (Жизнь за царя), créé au Théâtre Mariinsky à Saint-Pétersbourg, en présence du empereur Nicolas Ier, le 9 décembre 1836.
En 1838, Nicolas Ier ordonna la construction d'un monument à la mémoire du héros à Kostroma. Il fut détruit par les bolcheviks, car il comportait une représentation du tsar, et fut remplacé par une statue de style soviétique. Pendant la période soviétique, l’opéra de Glinka fut officiellement renommé Ivan Soussanine, et l’accent fut mis sur l’échec des envahisseurs polonais, plutôt que sur la préservation de la vie du tsar. L’opéra retrouva son titre original après la dislocation de l'URSS.
En 1913, à l’occasion du tricentenaire de la dynastie des Romanov, la légende sera également reprise dans deux films : 
- L’Avènement de la maison des Romanov (Воцарение Дома Романовых, 1613)
- Le Tricentenaire du règne de la maison des Romanov (Трехсотлетие царствования дома Романовых, 1613-1913)

### Contestation
Nicolas Kostomarov, historien opposé au régime tsariste, fut le premier, au cours du XIXe siècle, à contester la véracité du récit. 
De nos jours, en Russie, le nom de Soussanine est ironiquement attribué à une personne qui prétend connaître des raccourcis, mais qui finit par vous perdre.